# Baily (månekrater)
 Ikke at forveksle med Bailly (månekrater).
Baily er et nedslagskrater på Månen. Det befinder sig på Månens forside på grænsen mellem Mare Frigoris mod nord og Lacus Mortis mod syd, og det er opkaldt efter den engelske matematiker og filosof Francis Baily (1774 – 1844).
Navnet blev officielt tildelt af den Internationale Astronomiske Union (IAU) i 1935. 

## Omgivelser
Det nærmeste bemærkelsesværdige krater er Bürg mod syd-sydvest. Længere mod vest ligger det fremtrædende Aristoteleskrater. 

## Karakteristika
Kraterets indre er blevet "oversvømmet" af lava i fortiden, og kun den nordlige halvdel af kraterranden er forblevet nogenlunde intakt. Der er en udadgående bule i den nordøstlige rang, som muligvis er resterne af et andet krater, som engang lå ind over Baily. Kraterets indre er fladt og uden særlige træk og andre nedslag. Den tilbageværende ydre rand har en maksimal højde på omkring 0,5 km.

## Satellitkratere
De kratere, som kaldes satellitter, er små kratere beliggende i eller nær hovedkrateret. Deres dannelse er sædvanligvis sket uafhængigt af dette, men de får samme navn som hovedkrateret med tilføjelse af et stort bogstav. På kort over Månen er det en konvention at identificere dem ved at placere dette bogstav på den side af satellitkraterets midte, som ligger nærmest hovedkrateret. Bailykrateret har følgende satellitkratere:
| Baily | Længde  | Bredde  | Diameter |
| ----- | ------- | ------- | -------- |
| A     | 48,6° N | 31,3° Ø | 16 km    |
| B     | 51,0° N | 35,1° Ø | 7 km     |
| K     | 51,5° N | 30,5° Ø | 3 km     |

## Måneatlas
- Billeder af Bailykrateret i LPI-måneatlasset